# LEVEL 4
《LEVEL 4》为T.M.Revolution在1997年4月21日发行的第四张单曲。销售方为索尼音乐娱乐(Sony Music Entertainment (Japan) )。

## 概要
- 与前作一样，未能进入ORICON榜前十，在榜35周，累计销售了約43万张。
- 因为这首歌，T.M.R首次出演了TBS的《うたばん(UTABAN)》。
- 初发行时是8cm CD的规格。2009年3月25日，该单曲以12cm CD规格再发行，并且以Blu-Spec CD的形式收录在该日发行的《T.M.REVOLUTION SINGLE COLLECTION 96-99 -GENESIS-》BOX中。

## 收录曲
1. LEVEL 4

- 作詞：井上秋緒　作曲･編曲:浅倉大介

1. LEVEL 4 ESPECIAL “MATT” Mix

- 作詞：井上秋緒　作曲･編曲:浅倉大介

1. LEVEL 4 (Original Backing Track)

## 相关内容
LEVEL 4
- 歌词是以T.M.Revolution的进化为主题而写的。
- 歌曲名中的“4”是指本作是第四张单曲。另外，也有前作、专辑《restoration LEVEL→3》的续篇的意味在里面。与《restoration LEVEL→3》一样，表示病毒的危险程度。
- 与专辑《restoration LEVEL→3》是同时期录的音。
- 2006年发售的精选《The Complete Single Collection of T.M.Revolution 1000000000000 -billion-》的DVD版收录的这首歌曲的PV与原始的PV有差异。

## 收录专辑
- triple joker（#1 LEVEL→V MIX)
- DISCORdanza Try My Remix 〜Single Collections（#1 Ground Zero I-Mix）
- B★E★S★T（#1）
- The Complete Single Collection of T.M.Revolution 1000000000000 -billion-（#1）
- UNDER:COVER 2（#1）

## 乐曲联系
- PalyStation游戏《Motor Toon Grand Prix》广告曲